# Beiwei Mingyuandi
Beiwei Mingyuandi (392-423), zijn persoonlijke naam was  Tuoba Si, hij was de zoon van keizer Beiwei Daowudi, de stichter van de Noordelijke Wei-dynastie en regeerde van 409 tot 423. Hij wordt over het algemeen beschouwd als een capabele heerser en omringde zich met bekwame adviseurs. Hij bouwde zijn rijk uit tot een goed georganiseerde staat.

## Levensloop
Op het eind van zijn leven was zijn vader een labiel man. Zijn jongere broer vermoordde hem in 409. Hier leerde Tuoba Si dat hij zich moest laten omringen door getrouwen. Eenmaal dit te hebben gerealiseerd, liet hij zijn broer en zijn entourage uit de wegruimen. Zijn regeringsperiode was er een van stabiliteit en voorspoed.
De ambitie van Tuoba Si was om lang te leven, daarom deed hij beroep op alchemisten, die hem een elixir moesten bereiden om onsterfelijk te worden. Het omgekeerde gebeurde: op 31-jarige leeftijd stierf hij door vergiftiging. Hij werd opgevolgd door zijn zoon Beiwei Taiwudi.